# フアン・ルイス・ビベス

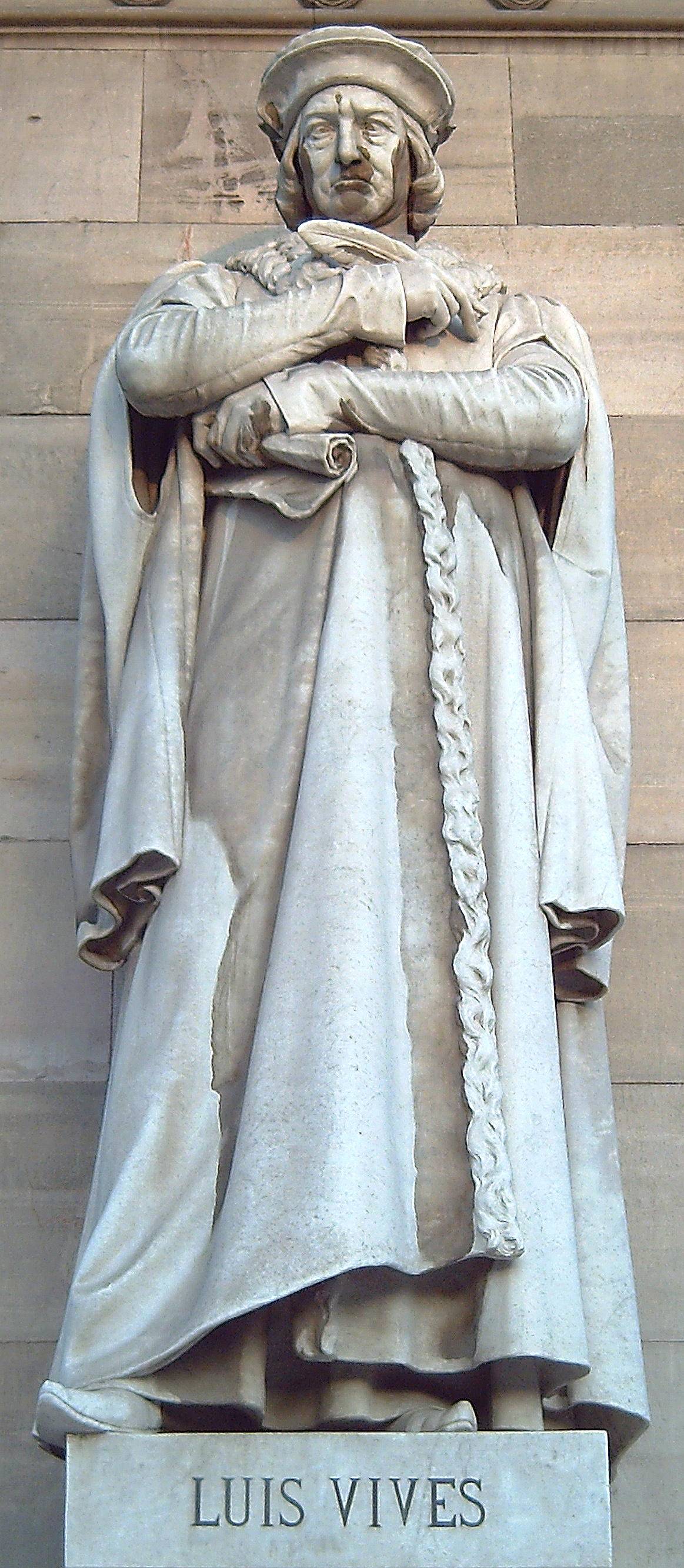
フアン・ルイス・ビベス

フアン・ルイス・ビベス（Juan Luís Vives,日本語訳では、『ヴィヴェス』。1492年3月6日 - 1540年5月6日）は、スペインのバレンシア生まれの人文主義者で、教育者。彼はバレンシア大学で学んでいたが、異端審問の訴追を恐れてスペインを逃れ、1509年から1512年までパリで学び、1519年からベルギーのルーヴァンの設立は1425年のルーヴェン・カトリック大学で教育に携わった。
友人エラスムスの助力を得て、アウグスティヌスの『神の国』（De Civitate Dei）の膨大な注釈本をつくり上げ、これは1522年に刊行された。そのすぐ後、彼はイギリスのヘンリー8世から宮廷に招聘され、その娘メアリー1世の教育を任された。1523年、彼女のために『キリスト教女性の教育』（De ratione studii puerilis epistolae duae、1532年）を著している。
イギリスでは彼はオックスフォード大学の中のコープス・クリスティ学寮に寄宿した。彼はここで彼の法学の学位論文を書き上げ、哲学の講義も行い心理学の起源も造った。彼は、国王にアラゴンのカタリナとの決別を説き、これによって王の機嫌をそこね、その保護を失うことになり、6週間の間大学の牢に幽閉される。
その後、ブリュッセルに移り、その死に至るまでそこに留まった。亡くなったのは、ブルッヘにおいてである。彼は、数多くの著書を残しているが、その大半は、当時支配的であった教育観を批判するものであった。今日、彼の最も重要な著作は、De Causis Corruptarum Artium（「諸学芸堕落の原因」） といわれている。これは、フランシス・ベーコンの『ノウム・オルガヌム』（新器官論）に匹敵する業績とみなされた。

## 著作
- Contra Pseudodialecticos
- De Disciplinis
- De Causis Corruptarum Artium